# Rinkenæs (Sydslesvig)
Rinkenæs (dansk) eller Rinkenis (tysk) er nævnet på en forhenværende landsby beliggende ved Sundsager ved Slien over for Arnæs og syd for Kappel-Kobberby. Området er i dag en del af Vindemark. 
Stednavnet Rinkenæs er dannet af rinke- og -næs og kan fortælle en del om stedets historie. Stednavnets forled kommer af det gammeldanske rink, der betyder mand eller kriger, mens efterleddet -næs betegner et kystfremspring. Med dens strategiske beliggenhed tæt ved Sliens mundning har stedet i vikingetiden formodentlig været sæde for en gruppe krigere . 
Landsbyen blev købt i 1604 af Gosche af Rathlow, ejeren af det nærliggende Gereby gods. I 1671 blev byen nævnt sidste gang. Efterhånden forsvandt Rinkenæs som selvstændig landsby til fordel til Gereby. Syd for den forsvundne landsby ligger den nu forfaldne Svaneborg.